# نهر عضدی

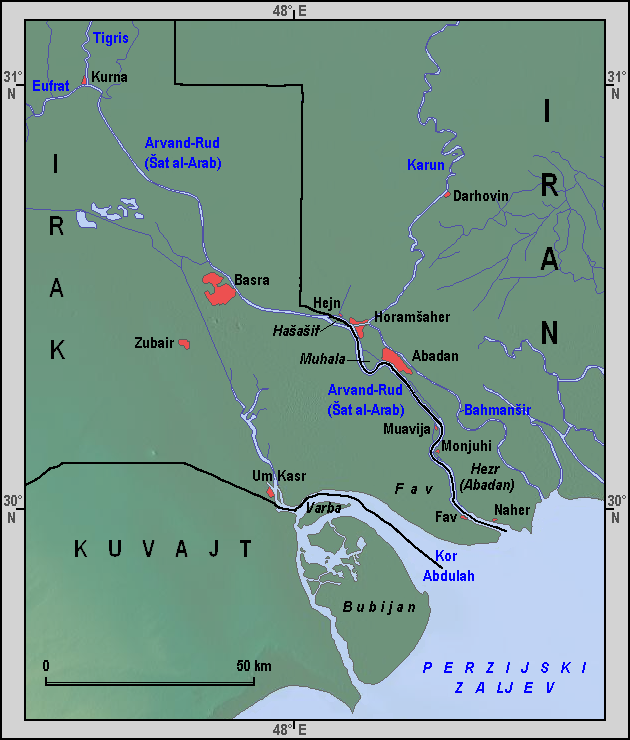
نهر عضدی در محل خرمشهر، کارون را به اروندرود متصل کرده‌است.

نهر عضُدی یا حفّار به بخشی از مسیر کارون از تقاطع بهمن‌شیر تا اروندرود گفته می‌شود که در زمان آل بویه حفر شده‌است.
در سده چهارم هجری در زمان فرمانروایی آل بویه به دستور عضدالدوله دیلمی نهری موسوم به «نهر عضدی» (نهر حفّار، نهر بیان) میان رود کارون و شط‌العرب (شمال خرمشهر کنونی) حفر گردید و بدین‌ترتیب، رود کارون با شط‌العرب مرتبط شد و جزیره آبادان به وجود آمد که اکنون بخش اعظم شهر خرمشهر، یعنی بخش شرقی این شهر و هم‌چنین شهر آبادان را در خود جای داده‌است.
با حفر این آبراهه، رود کارون که در آن زمان از طریق بهمن‌شیر به‌طور مستقل به خلیج فارس می‌ریخت، به شط‌العرب و در نتیجه پای‌رود دجله و فرات متصل شد. آبدهی کارون در زمان ذوب برف‌های کوهستان‌های زاگرس در بهار، بیش از ۲۷ برابر آبدهی دجله و فرات در شط‌العرب بود و این اتصال، کشتیرانی در شط‌العرب را آسان‌تر می‌کرد.
این کانال انسان‌ساخت که حفار نام گرفت پس از مدتی به مسیر اصلی کارون تبدیل شد و مانند وضعیت امروزی، جایگزین بهمن‌شیر در راه رسیدن کارون به خلیج فارس شد.
در سده ۱۹ میلادی بندر محمره در ساحل حفّار ساخته شد که این بندر در سده ۱۹۳۰ میلادی به خرمشهر تغییر نام یافت.